# 클라투
클라투(Klaatu)는 존 월로슈크(John Woloschuk)과 디 롱(Dee Long)의 듀오에 의해 1973년에 결성된 캐나다의 록 그룹이다. 그들은 영화 《지구 최후의 날》에서 외계인 캐릭터 클라투의 이름을 따왔다. 두 개의 비차트 싱글을 녹음한 후, 드러머 테리 드레이퍼가 라인업에 추가되었고, 이 트리오가 나머지 밴드의 레코딩 경력에 걸쳐 클라투를 구성하게 될 것이다. 캐나다에서 〈California Jam〉, 〈Calling Occupants of Interplanetary Craft〉, 〈Knee Deep In Love〉 등 여러 히트곡으로 기억되고 있다. 미국에서 〈Calling Occupants〉와 〈Sub-Rosa Subway〉은 경미한 양면 히트를 기록했고, 1977년에 62위로 정점을 찍었다.
세계적으로, 이 그룹의 팝에 의한 혼합 록 스타일은 그들을 "캐나다의 비틀즈"로 알려지게 했다.

## 음악 스타일
클라투의 팝, 프로그레시브 록, 아트/심포닉 록, 기타 장르의 조합은 비틀즈와 자주 비교되었고, 때로는 퀸의 기타 록, 웬디 카를로스의 전자 음악과도 비교되었다. 영국의 음악잡지 신디그!는 이 밴드의 신나는 팝 음악과 복잡한 프로그레시브 록을 결합하는 능력을 높이 평가했으며, 그 결과로 생겨난 "다른 세계 브랜드의 프로그레시브 팝"을 칭찬했다. 피치포크와 같은 출판물들은 이 그룹을 "캐나다의 비틀즈"라고 묘사했다.
그들의 첫 두 음반인 《3:47 EST》와 《Hope》는 다양한 장르를 포함한다. 후속 음반은 호평을 덜 받았다.

## 초기작들
클라투는 스튜디오에서 함께 작업하던 존 월로슈크와 디 롱이 1973년 GRT 음반사를 통해 싱글 <Anus of Uranus/Sub-Rosa Subway>와 <Dr. Marvello/For You Girl>을 내놓으면서 시작되었다. 이후 GRT는 프랭크 데이비스가 사장인 대포딜 음반사로 흡수된다. 그리고 테리 드레이퍼가 합류하면서 싱글 <California Jam>, <True Life Hero>를 추가하게 된다. 대부분 초기 싱글들은 디 롱이 곡을 쓴 것으로 되어있으며 그 외의 곡들은 (<Sub-Rosa Subway>, <Dr. Marvello>, <California Jam>) "칩 데일"의 곡으로 되어있는데 이는 월로슈크과 종종 함께 곡 작업을 하던 디노 톰의 팀을 일컫는 별칭이었다. 싱글 <California Jam>은 캐나다 톱 40 차트에 36위에 올랐다. 클라투는 라이브 공연을 하지 않았지만 홍보를 위해 캐나다 TV쇼인 뮤직 머신에 출연한다. 1975년 이들은 제작자 테리 브라운과 함께 미국 캐피틀 레코드와 계약한다.

## 세 장의 음반과 이어진 논란
클라투는 첫 번째 음반 《3:47 EST》를 1979년 9월에 북미에서 발매한다. 한편 캐피틀 레코드는 제목이 너무 모호하다고 하여 미국에서는 밴드 이름인 《Klaatu》라는 제목으로 나왔다. 멤버들은 앨범 커버에 자신들의 사진이나 이름, 이력 등을 넣지 않기로 했다. 모든 곡들은 "클라투"가 쓴 것으로 되어있었다. 이 앨범은 어느 정도 긍정적인 리뷰를 받았지만 그 해 크리스마스 즈음에 이르러서는 판매가 정체되었다.
그러다가 1977년 스티브 스미스라는 기자가 <프로비던스 저널>에 《3:47 EST》 앨범이 비밀리에 재결합한 비틀즈가 만든 것이라는 소문을 기사로 썼다. 이 소문은 몇 가지 요소로 인해 날개를 달게 되었는데 우선 이 앨범이 비틀즈의 레이블이었던 캐피틀 레코드에서 나왔다는 것, 그리고 앨범 커버에 멤버나 제작자의 이름과 사진이 없다는 점, 라이브 공연을 꺼리는 것과 노래의 음색과 음악 스타일이 비틀즈를 연상케 한다는 등의 이유에서였다. 또한 링고 스타의 1974년 앨범인 《Goodnight Vienna》의 커버가 영화 <지구 최후의 날>의 외계인 클라투의 자리에 링고 자신을 교체해 넣은 그림으로 되어있었다는 것도 소문을 부추겼다. 클라투의 데뷰 앨범은 전체적으로 비틀즈와 비슷한 음색으로 특히 <Sub-Rosa Subway>가 그랬다. 이 소문은 비틀즈 팬들이 라디오 방송이나 잡지에 여러 가지 실마리들을 찾아서 제공하면서 전세계적인 현상이 되었다. 이러한 소문에 힘입어 <Sub-Rosa Subway>와 <Calling Occupants of Interplanetary Craft> 두 곡은 1977년 얼마간의 성공을 거두었다. 이후 <Calling Occupants...>는 같은 해 카펜터스가 리메이크 하면서 전세계적으로 톱 40위권에 드는 성공을 거두었다.
이런 가운데 클라투는 영국에서 두 번째 앨범을 녹음하고 있었다. 이들은 소문에 대해 알고는 있었지만 그리 심각하게 여기지는 않았다. 이는 아마도 영국의 유명 음악지인<뉴 뮤지컬 익스프레스>에서 클라투가 비틀즈라는 소문에 대해 "귀머거리 기자가 비틀즈 소문을 만들어냈다"라는 기사를 쓰면서 질타한 것 때문이기도 했을 것이다. 한편 비틀즈 음악의 미국 판권을 갖고 있던 캐피틀 레코드는 소문을 더욱 부채질하기 위해 클라투의 정체에 대해 최대한 모호하게 하는 내용만을 내놓고 있었다. 이 소문은 워싱턴 DC의 WWDC 라디오 방송국 PD인 드와이트 더글라스가 미국 저작권청에서 밴드 멤버의 실명을 찾아내면서 사실무근임이 밝혀졌다.
클라투의 두 번째 앨범 《Hope》는 1977년 발매되었는데 런던 교향악단과의 협연도 담겨있었다. 세 번째 앨범인 《Sir Army Suit》에 담긴 곡 <Silly Boys>는 첫 앨범 수록곡인 <Anus of Uranus>가사를 거꾸로 부른 것으로 유명하다. 두 번째와 세 번째 앨범을 발매하면서도 클라투는 자신의 정체를 숨기는 방식을 고수했으며 라이브 공연이나 앨범 홍보를 위한 어떤 공개적 활동도 하지 않았다.

## 만화 프로젝트
1977년 레인보우 애니메이션의 알 게스트와 진 매티슨은 캐피틀 레코드로부터 <A Routine Day>라는 곡의 만화 뮤직 비디오 제작을 의뢰받는다.
이후 이들은 캐피틀 레코드로부터 클라투의 곡들을 사용할 수 있는 허가를 받아 <해피 뉴 이어 플래넷 어스>라는 30분짜리 TV 스페셜을 만들었다. 클라투 멤버들의 사진을 찍어 로토스코프란 기법으로 만화화해서 클라투의 곡 6개를 배경으로 하여 제작되었다. 하지만 게스트와 매티슨에게 투자했던 캐나다의 영화 투자 그룹이 손을 떼면서 이들은 자체적으로 제작을 완료하였는데 출시하지는 않았다.
2005년에 이 필름이 토론토에서 열린 클라투콘 컨벤션에서 미완성인 채로 방영이 허가되었고 이후 이것은 《Sir Army Suit》의 보너스 디스크로 발매되었다.

## 후기
1980년 네 번째 정규 앨범인 《Endangered Species》을 발매하면서 클라투는 처음으로 자신들의 이름을 앨범 커버에 넣었으며 누가 어떤 곡을 썼는지에 대해서도 써넣었다. 또한 나중에 재발매된 앨범들과 악보들에서는 각 곡들을 누가 썼는지에 대해 밝히고 있다.
캐피틀 레코드에서 압력을 넣어 제작한 앨범 《Endangered Species》는 로스 엔젤레스에서 출중한 스튜디오 세션 뮤지션들을 기용하여 상업적 성공을 시도했지만 이 앨범은 평단에서도, 상업적으로도 실패한다. 이 결과 캐피틀은 클라투를 버린다. 레코드 레이블이 없는 상태에서 롱과 드레이퍼는 프레디 코츠, 존 존스, 존 보지치치와 함께 펀(FUNN)이라는 이름의 클래식 록 커버 밴드를 임시로 결성하고 토론토 지역에서 왕성하게 활동하게 된다.
결국에는 캐피틀의 캐나다 자회사인 EMI 캐나다와 계약을 맺고 1981년 마지막 앨범 《Magentalane》를 발매하게 된다. 이 앨범은 클라투가 다시금 비틀즈 풍의 팝/록의 뿌리로 돌아간 스타일을 보여주었다. 그리고 캐피틀-EMI와의 계약에 따라 앨범 홍보를 위한 최초의 라이브 공연과 투어를 캐나다를 중심으로 가졌다. 1981년 11월에 클라투는 라이브 공연을 위해 개리 맥크래켄(드럼), 마이크 깅그리치(베이스), 제랄드 오브라이언(키보드)을 영입하면서 6인조로 확장되었는데 1982년 4월, 라이브 공연을 좋아하지 않았던 디 롱이 탈퇴하게 된다. 월로슈크과 드레이퍼는 이후 몇 달간 공연을 지속하다가 같은 해 8월에 공식적으로 해체를 선언했다.

## 재결합
클라투 삼인조는 1988년 런던에 있는 조지 마틴의 에어 스튜디오에서 존 존스와 함께 싱글 <Woman>을 녹음하며 재결합했다. 독일 TV 시리즈인 <타롯>에 쓰일 음악으로 다른 사람이 작곡한 곡이었는데 멤버들은 그 결과물에 별로 만족해 하지는 않았다. 원래 롱은 클라투라는 이름을 쓰고 싶어했지만 나머지 멤버들이 달가워하지 않았다. 이 싱글은 서독에서만 발매되었고 차트에 진입하지 못했고 그 결과 매우 희귀한 작품이 되었다. 드레이퍼는 이 곡이 모음집에 들어갈 만하다고 여겼으나 다른 세 명의 멤버들이 모두 이 곡을 포함시키지 않기로 결정했다.
두 번째의 재결합은 1991년 모음집을 내는 것에 맞춰 시도되었는데 유통사측인 BEI가 합의하지 않으므로 결렬되었다.
세 명의 클라투 멤버는 2005년 5월 7일 토론토에서 열린 클라투콘 공연에서 짧게나마 재결합을 했는데 대부분 어쿠스틱으로 진행되었으며 <At the End of the Rainbow>, 〈I Don't Wanna Go Home>, <Cherie>, <Magentalane>, <All Good Things>, <Little Neutrino>를 연주했다.

## 클라투 이후
클라투의 앨범들은 이후 CD로 발매되었고 2000년대까지 몇 개의 모음집이 발매되었는데 그 중 캐피틀 레코드에서 나온 앨범들에는 곡 순서들이 잘못 들어가 있었다. 클라투는 불스아이 레코드와 함께 원래의 곡 순서들로 짜여진 앨범들을 발매했고 불스아이에서는 클라투 헌정 앨범 《Around the Universe in Eighty Minutes》을 만들었다.
2005년 불스아이 레코드는 희귀한 곡들이나 데모, 초기 싱글 등을 담은 두 장짜리 CD 모음집 《Sun Set》을 발매했다. 아마도 이 중에서 가장 흥미로웠던 곡은 <Hope>의 원래 버전일 것이다. 여기에는 런던 교향악단과 협연한 부분이 담겨있었는데 최종 버전에서는 많은 부분이 잘려나갔었다. CD에는 40 페이지로 된 소책자도 담겨 있었는데 여기에는 멤버들과의 인터뷰들도 포함되어 있었다.
캐나다의 불스아이 레코드는 2005년에 희귀곡들을 모은 《Raarities》를 발매했는데 특이하게도 LP 포맷으로 내놓았다. 그리고 《Raarities》의 곡들을 포함하여 라이브 등등이 담긴 CD 버전으로 《Solology》도 2009년 3월에 출시되었다. 《Raarities》는 아마도 클라투 골수 팬들에게는 희소식이었는데 대부분이 미발매 믹스와 싱글들로 구성되어 있었기 때문이다.
2011년 3월 15일에 클라투는 클라튠스 레코드라는 레이블을 설립했다고 발표했으며 공식 웹사이트도 열었다. 그리고 첫 번째로 2009년 나왔던 《Solology》를 재발매했다. 그리고 현재까지 클라투의 초기 세 앨범인 《3:47 EST》, 《Hope》, 《Sir Army Suit》를 리마스터링 했다.

## 음반 목록

### 정규 음반
- 3:47 EST (1976년)
- Hope (1977년)
- Sir Army Suit (1978년)
- Endangered Species (1980년)
- Magentalane (1981년)

### 컴필레이션 음반
- Klaatu Sampler (1981년)
- Klaasic Klaatu (1982년)
- Peaks (1993년)
- Sun Set (2005년)
- Raarities (2005년)
- Solology (2009년)